# Alfa Localo
Az Alfa Localo egy Volvo B7RLE alvázra épített, magyar gyártmányú, városi szóló autóbusz. A típust az - azóta megszűnt - Alfa Busz Kft. gyártotta 2003 és 2009 között Székesfehérváron. Helyközi/távolsági változata az Alfa Regio.
Székesfehérváron a ArrivaBus rendelkezik ilyen típusú autóbusszal; a Volánbusz Dunaújvárosban és Bátonyterenyén helyi, Salgótarjánban helyi és elővárosi, Balassagyarmaton pedig elővárosi vonalakon közlekedteti ezeket a járműveket. Exportra 12 darab került: 2009-ben, Nagyváradra, ahol a helyi közlekedési vállalat üzemeltetésében a mai napig forgalomban vannak. A VT-Arriva (2021-től ArrivaBus) fővárosi buszai 2020. december 12-én búcsúztak el Budapesttől.
A busz részben alacsony padlós, mivel az első két ajtó esetében nincs, a harmadiknál viszont már van lépcső. A második ajtónál a kerekesszékesek számára rámpát helyeztek el.

## Rendszámok
| A rendszámok listája                                                          | A rendszámok listája | A rendszámok listája | A rendszámok listája     | A rendszámok listája | A rendszámok listája | A rendszámok listája | A rendszámok listája |
| Rendszám                                                                      | Hely                 | Üzemeltető           | Utastájékoztató rendszer | Első ajtó            | Második ajtó         | Harmadik ajtó        | Kép                  |
| ----------------------------------------------------------------------------- | -------------------- | -------------------- | ------------------------ | -------------------- | -------------------- | -------------------- | -------------------- |
| IWE-003, IWE-004                                                              | Dunaújváros          | Volánbusz            | táblás/számkijelzéses    | szimpla lengőajtó    | dupla lengőajtó      | szimpla lengőajtó    |                      |
| JPB-110, JYL-615, JYL-616                                                     | Dunaújváros          | Volánbusz            | táblás/számkijelzéses    | dupla bolygóajtó     | dupla bolygóajtó     | szimpla lengőajtó    |                      |
| KLN-090–KLN-098                                                               | korábban Budapest    | ArrivaBus            | FUTÁR                    | dupla bolygóajtó     | dupla lengő-tolóajtó | dupla lengő-tolóajtó |                      |
| KOE-130, KOE-148, KOE-415                                                     | korábban Budapest    | ArrivaBus            | FUTÁR                    | dupla bolygóajtó     | dupla lengő-tolóajtó | dupla lengő-tolóajtó |                      |
| KPN-499, KPN-955, KPN-963, KPN-964                                            | korábban Budapest    | ArrivaBus            | FUTÁR                    | dupla bolygóajtó     | dupla lengő-tolóajtó | dupla lengő-tolóajtó |                      |
| JUX-016, JUX-018–JUX-020, JUX-022–JUX-025                                     | Balassagyarmat       | Volánbusz            | Vultron/tábla            | dupla bolygóajtó     | dupla bolygóajtó     | szimpla lengőajtó    |                      |
| JUX-014, JUX-015, KHZ-884                                                     | Salgótarján          | Volánbusz            | Vultron/tábla            | dupla bolygóajtó     | dupla bolygóajtó     | szimpla lengőajtó    |                      |
| KTK-390–KTK-399, LUF-867 (KTK-400), KTK-401–KTK-403, KXM-046–KXM-050, KXM-053 | Salgótarján          | Volánbusz            | Vultron                  | dupla bolygóajtó     | dupla lengőajtó      | dupla lengőajtó      |                      |
| KXM-004–KXM-009, KXM-017–KXM-045                                              | korábban Budapest    | ArrivaBus            | FUTÁR                    | dupla bolygóajtó     | dupla lengőajtó      | dupla lengőajtó      |                      |
| KXM-051–KXM-052, KXM-054-KXM-055                                              | Székesfehérvár       | Volánbusz            | Vultron                  | dupla bolygóajtó     | dupla lengőajtó      | dupla lengőajtó      |                      |
| LUF-875, LUF-881, LUF-887, LUF-972                                            | Salgótarján          | Volánbusz            | Vultron/tábla            | dupla bolygóajtó     | dupla bolygóajtó     | szimpla lengőajtó    |                      |

## Története
Az Alfabusz kft. eredetileg használt (elsősorban Volvo) buszok belföldi importjával foglalkozott; majd 2003-ban mutatták be a Volvo alvázra épített, saját fejlesztésű buszcsaládjukat. A városi változat, a Localo az alacsony belépésű B7RLE alvázra épült, a helyközi/távolsági pedig Regio néven a normálpadlós B12B, illetve B7R alvázra. Valamennyi típus esetében a Volvo D7C motor került beépítésre. A két legelső busz a későbbiekben gyártottakhoz képest 10 cm-rel nagyobb belmagassággal készült, ezek a mai napig Dunaújváros helyi járatain közlekednek (IWE-003, 004).
A következőkben a hazai cégek nagyobb darabszámú megrendeléseit már szériakocsikkal teljesítette a gyártó: az első generációs buszok 2-2-1 ajtóképlettel, két bolygó- és egy lengőajtóval készültek 2005-ben, ilyen kocsik kerültek az Alba Volánhoz, szintén Dunaújvárosba (JYL), és a Nógrád Volánhoz a BKV alvállalkozásába (JUX, LUF, KHZ).  2006-2007-ben a BKV másik alvállalkozója, a VT-Transman is rendelt a típusból, ahova már második generációs Localók érkeztek 2-2-2 ajtóképlettel, egy bolygó és két sikló-tolóajtóval (KLN, KOE, KPN, KXM-004-045). Ugyanígy 2007-ben újabb forgalmi számok kerültek a Nógrád Volánhoz, amihez további, második generációs buszokat rendelt az Alfabusztól (KTK). A rendelkezésre állás teljesítéséhez a gyártó 10-zel több darabot szerelt készre (KXM-046-055), ezek azonban mégsem a budapesti vonalakra kerültek, hanem egy részük Salgótarjánba (KXM-046-050, 053), másik részük az Alba Volánhoz, ezúttal Székesfehérvárra (KXM-051, 052, 054, 055).
A járművek kialakításánál törekedtek arra, hogy a hatályos előírásoknak még megfelelően, de a lehető legegyszerűbb felépítéssel gyártsák le a járműveket, az üzembentartást megkönnyítendő. Ez a törekvés, valamint a nem kellően igényes gyártói hozzáállás azonban rossz összeszerelési minőséget hozott magával, ami az eredeti cél, az üzembiztosság kárára vált a gyakorlatban. Gyakori panaszok léptek fel a sikló-tolóajtók rossz rögzítésével kapcsolatban, továbbá az útminőség hamar problémákat idézett elő az utastéri elemek rögzítésében, valamint a vázszerkezetben is.
2012. április 30-án a Nógrád Volán alvállalkozói szerződése lejárt, amit a BKK nem hosszabbított meg. Ezután a buszok különböző Nógrád megyei településeken kezdték meg az utasszállítást, helyi és helyközi feladatokat egyaránt ellátva. 
A VT-Transman (ma ArrivaBus) buszai egy részének 2015-ben lejáró szerződése sem került meghosszabbításra, így azokat a székesfehérvári vonalakon állította forgalomba a KNYKK megbízására. A fővárosban maradt 19 Localo megkapta a BKK új arculatának megfelelő fényezést, amivel egészen 2020. december 12-ig közlekedtek tovább a délbudai vonalakon. Helyettük új alvállalkozói szerződés köttetett, amelyet az ArrivaBus újbeszerzésű MAN Lion's City buszokkal teljesít. 
2009-ben, nem sokkal a gyártó csődje előtt elkészült a harmadik generációs változat is, mely módósított karosszériával és 2-2-2 ajtóképlettel rendelkezik. A problémás skiló-tolóajtó kialakításról visszatértek a bolygóajtókhoz és a szűkebb utolsó felszállólépcső koncepciójához, ám utóbbit szintén -az első kettőnél szűkebb, kétszárnyú- bolygóajtóval szerelték fel. Ezek a járművek Nagyváradon álltak helyi forgalomba. 

## A csuklós Localo
Az Alfabusz 2009-es csődje miatt 3 nagyváradi busz építését nem sikerült befejezniük, illetve félkész maradt egy húzócsuklós koncepcióbusz is. Ezeket egy belgrádi cég, a Megabus vásárolta meg, és szerelte készre. A szóló buszokat teljes hosszban normálpadlóssá építették át, és a harmadik ajtót kiszélesítették. A Volvo B9SALF alvázra épülő csuklóst 2014-ben állították forgalomba 'Megabus Lokalo A' típusjelzéssel.